# Bernard Bolzano
Bernard Bolzano (5. října 1781 Praha – 18. prosince 1848 Praha) byl český německy hovořící matematik, filozof, estetik a kněz.

## Život

### Původ
Bernard Bolzano se narodil 5. října 1781 v Praze v rodině obchodníka. Jeho otec Bernard Pompeius (1737–1816) byl původem z lombardského města Nesso, v dětském věku přišel do Čech a v roce 1767 se trvale usídlil v Praze. Zde působil jako obchodník se starožitnostmi a uměleckými předměty. Matka Cecilie Maurerová (1754–1821) byla dcerou pražského obchodníka se železářským zbožím Václava Františka Maurera, jehož otec Michal Maurer přišel do Prahy roku 1704 z panství Rosenau v Dolním Rakousku. Z manželství Bolzanových vzešlo dvanáct dětí, leč dospělosti se dožily pouze dvě – prvorozený Jan a Bernard.

### Mládí, studium
Bernard Bolzano vystudoval piaristické gymnázium v Praze, které ukončil s výborným prospěchem roku 1796. Poté se věnoval studiu matematiky a logiky v tříleté filozofické přípravce, kde přednášel Stanislav Vydra. Školní rok 1799–1800 soukromě studoval zejména matematiku a filozofii a současně navštěvoval přednášky prvního a druhého ročníku na Filozofické fakultě Karlo–Ferdinandovy univerzity, a to zejména přednášky matematika Františka Josefa Gerstnera. Přes obrovský zájem o matematiku a filozofii se po uplynutí tohoto roku rozhodl pro studium teologie.

### Učitel a kněz

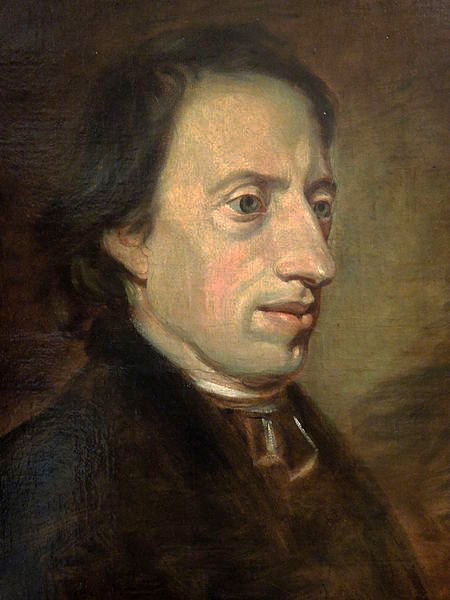
Studie k portrétu Bernarda Bolzana, František Horčička, po roce 1810

Na podzim roku 1804 se Bernard Bolzano ucházel o místo profesora matematiky na pražské univerzitě, které se uvolnilo odchodem S. Vydry do penze. Přestože při konkurzní zkoušce, která byla na místo vypsána, obstál velmi dobře, byl tento post udělen staršímu uchazeči, Josefu L. Janderovi. Bernard Bolzano byl vysvěcen 7. dubna 1805 knězem a o 10 dní později byl promován doktorem filozofie. Na univerzitu nastoupil v roce 1805, kdy přijal místo univerzitního učitele, profesora filozofie náboženství. Mezi lety 1805–1819 byl univerzitním kazatelem v kostele Nejsvětějšího Salvátora v Praze, kde ve svých kázáních ovlivňoval inteligenci v éře národního obrození. V roce 1819, na Štědrý den, mu bylo znemožněno dekretem císaře Františka I. učit a tři týdny poté byl z učitelského úřadu pro své reformátorské názory nakonec suspendován a byla mu přiřčena penze (renta) ve výši 300 zlatých na rok. Původní plat byl 800 zlatých ročně.

### V ústraní

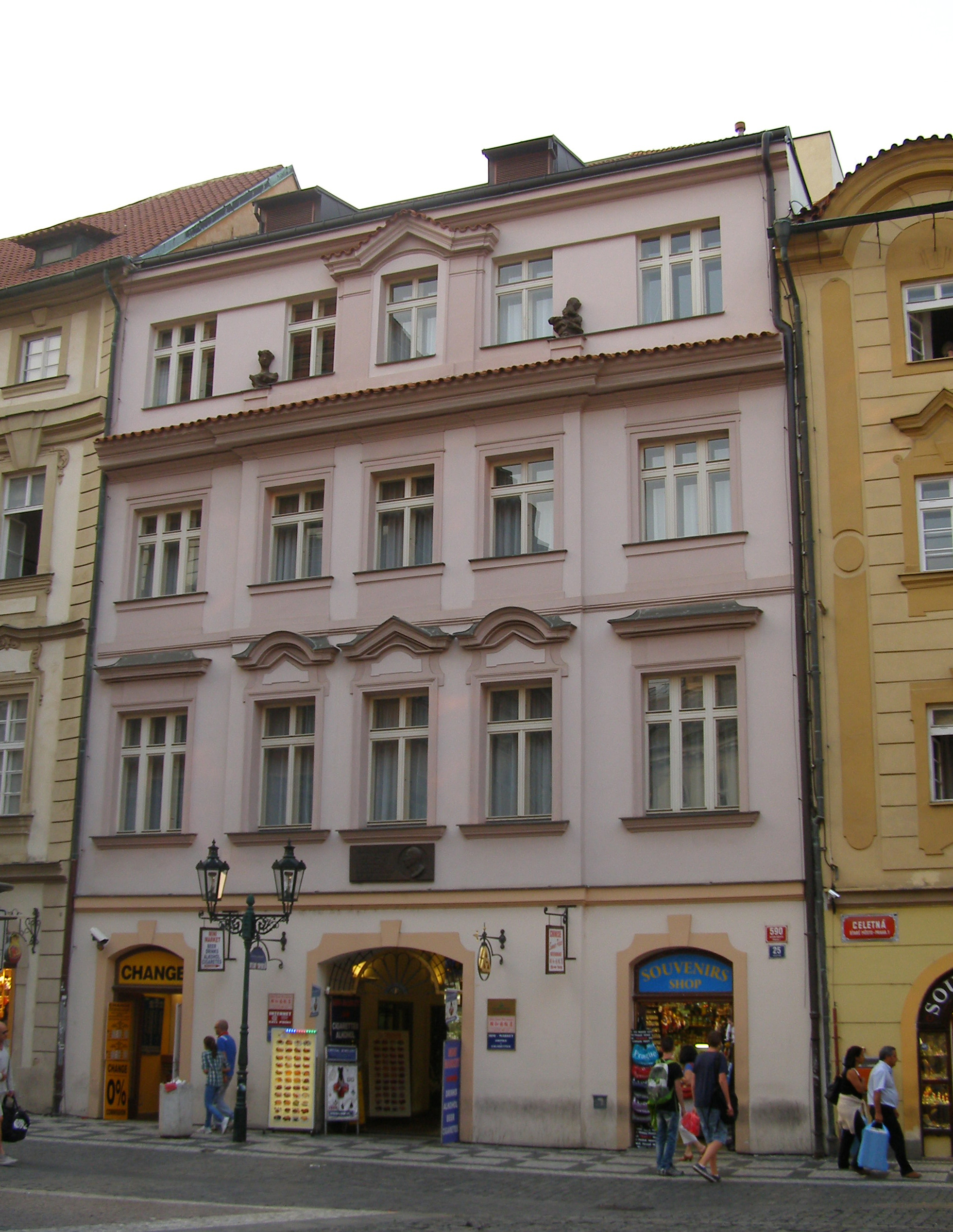
Dům v Celetné ulici č. 590/25, kde Bernard Bolzano žil a 18. prosince 1848 zemřel

Od roku 1820 tedy žil Bolzano spíše v ústraní – uchýlil se na statek advokáta Františka Pistla v Radíči, kde se věnoval, za podpory svých hostitelů a přátel, své vědecké práci a rekonvalescenci. Od mládí byl neduživý, trpěl srdeční arytmií a téměř každoročními tuberkulozními horečkami. Období 1830–1841 strávil v Těchobuzi na Pacovsku (od roku 1823 zde trávil letní měsíce), kde mimo jiné napsal i svou autobiografii věnovanou Anně Hoffmannové, která se o něj od roku 1823 starala. Ani Bolzanův odchod z univerzity však neznamenal konec jeho stíhání pro názory, které měly odezvu hlavně v řadách studentů. Proces, který proti Bolzanovi vedla církevní vyšetřovací komise, se vlekl až do konce roku 1825.
V letech 1841–1848 se Bernard Bolzano jako sekretář podílel také na práci pro Královskou českou společnost nauk, kde hojně přispíval svými přednáškami. A v tomto období vznikla i řada jeho matematických pojednání. Ve 40. letech 19. století také rád pobýval jako host Antonína Veitha na zámku v Liběchově, kde napsal své stěžejní a dodnes citované dílo Paradoxy nekonečna.

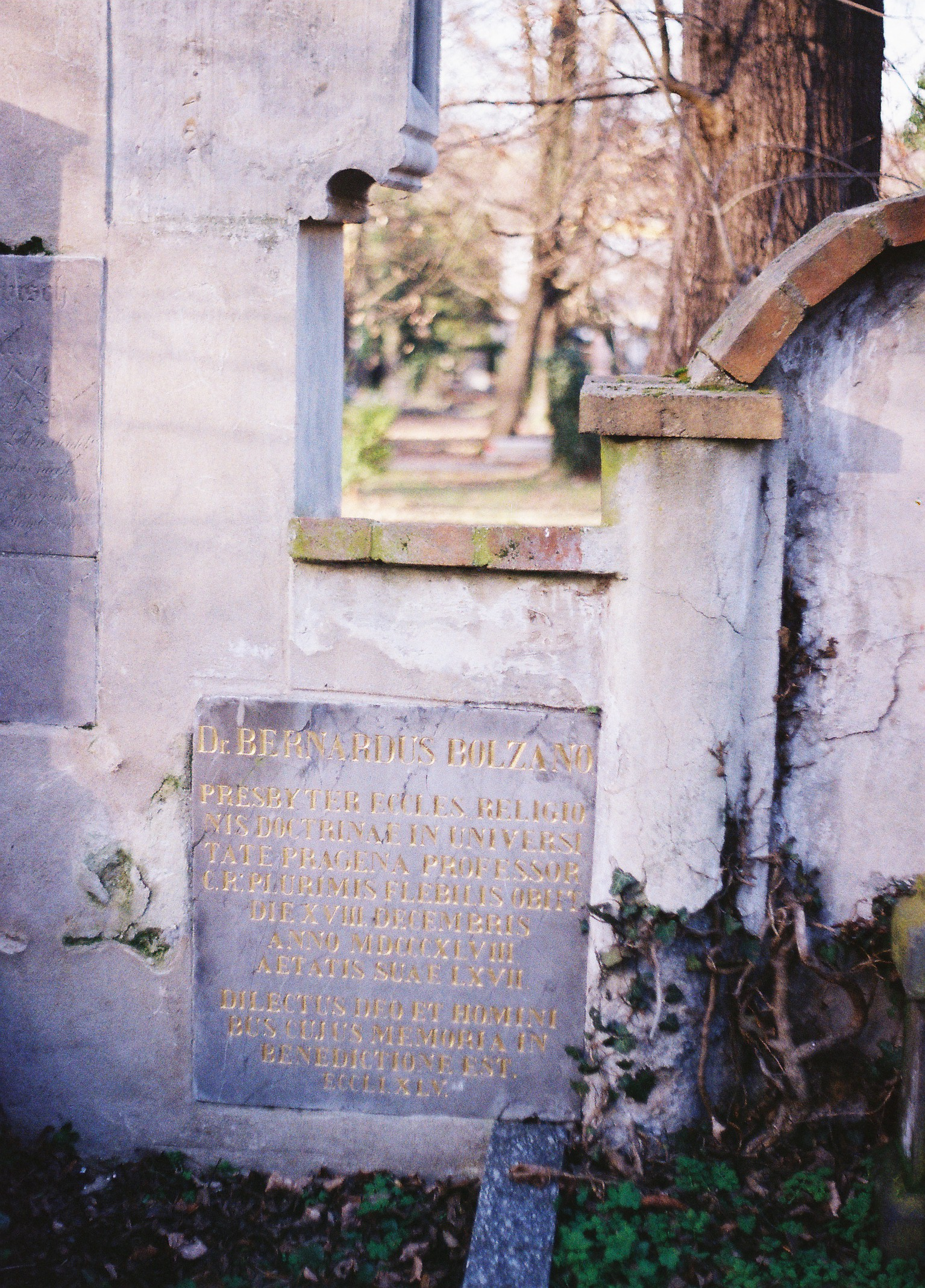
Náhrobek Bernarda Bolzana na Olšanských hřbitovech

Bernard Bolzano nakonec podlehl tuberkulóze a zápalu plic. Jeho ostatky byly roku 1980 vyzvednuty, antropologicky prozkoumány Emanuelem Vlčkem a potvrzen jeho celoživotně špatný zdravotní stav, navzdory kterému žil 67 let díky zdravému životnímu stylu a otužování. Je pohřben na Olšanských hřbitovech (Hřbitov III., oddělení 10).

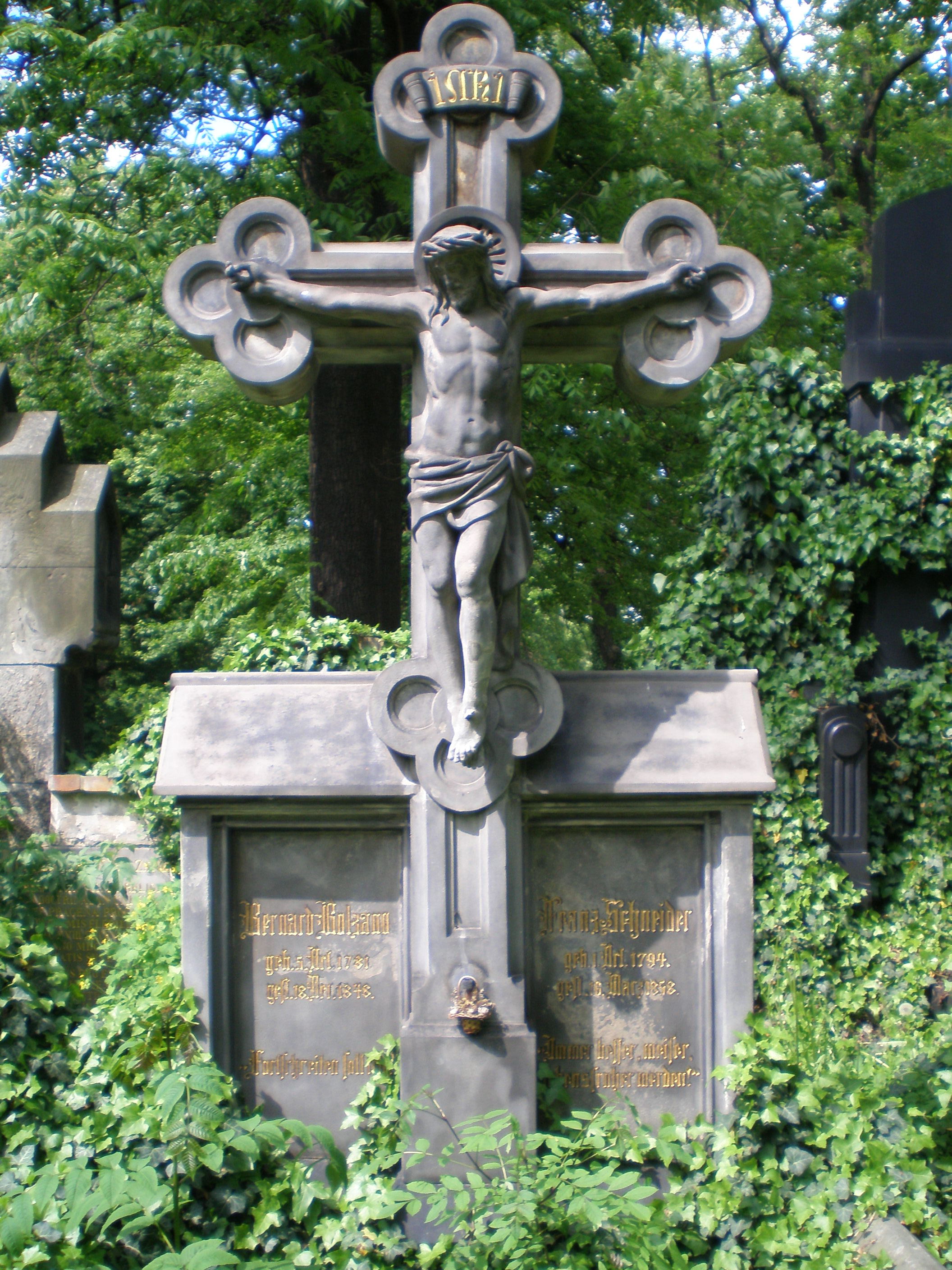
Hrob Bernarda Bolzana na Olšanských hřbitovech v Praze

## Matematická práce
Bolzano byl ve své době matematickým inovátorem. Navzdory tehdy převládajícím postojům zastával názor, že by se v matematice neměly zavádět intuitivní pojmy, jako je čas nebo pohyb. V souhlasu s touto filozofií byl jedním z prvních matematiků, kteří v matematické analýze začali uplatňovat rigoróznost. Pro tuto oblast byla důležitá zejména Bolzanova díla Beyträge zu einer begründeteren Darstellung der Mathematik (1810), Der binomische Lehrsatz (1816) a Rein analytischer Beweis (1817). Představovala „...ukázku nového směru vývoje analýzy“. Až o padesát let později byla objevena a rozvinuta Karlem Weierstrassem.
Jeho největšími příspěvky analýze byla (ε, δ)-definice limity. Byl prvním, kdo si všiml vlastnosti reálných čísel známé jako nejmenší horní uzávěra (supremum). Byl také prvním, kdo poskytl čistě analytický důkaz základní věty algebry a Bolzanovy věty, také známé jako „věta o střední hodnotě“. Za jeho nejvýznamnější zásluhu je považována Bolzanova–Weierstrassova věta.  Nezávisle ji dokázal Karl Weierstrass - jistou dobu se tato věta jmenovala Weierstrassova, dokud nebyl znovu objeven Bolzanův důkaz.

## Dílo
- Betrachtungen über einige Gegenstände der Elementargeometrie, jeho matematická prvotina z roku 1804 se zabývala problémem rovnoběžek.
- Beyträge zu einer begründeteren Darstellung der Mathematik
- Der binomische Lehrsatz und als Folgerung aus ihm der polynomische, und die Reihen, ...
- Erbauungsreden an Die akademische Bd. 1-2 Dostupné online. Archivováno 31. 5. 2020 na Wayback Machine. Bd. 2-3 Dostupné online. Archivováno 31. 5. 2020 na Wayback Machine.
- Rein analytischer Beweis des Lehrsatzes, daß zwischen zwey Werthen, die ein entgegengesetztes Resultat gewähren, wenigstens eine reelle Wurzel der Gleichung liege
- Wissenschaftslehre – oddělení logiky od psychologie
- Grössenlehre, poslední čtyři práce věnoval Bolzano zpřesňování základů matematické analýzy.
- Paradoxien des Unendlichen, které vyšlo v roce 1851 v Lipsku a ovlivnilo tvůrce teorie množin Georga Cantora.

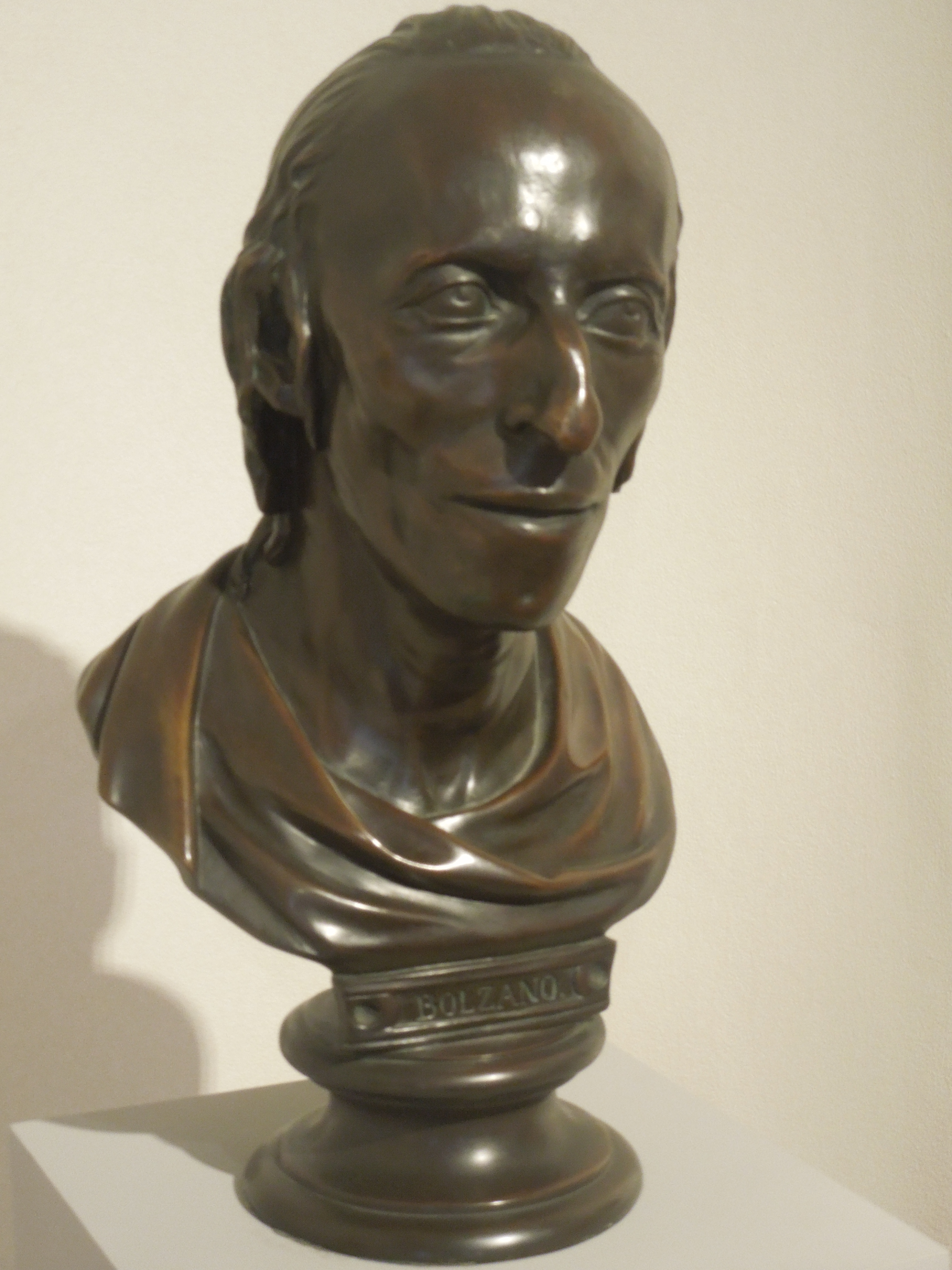
Ernst Popp, busta Bernarda Bolzana (1849)

### Posmrtně vydané práce
- Řeči vzdělávací k akademické mládeži I-IV, Praha 1882-87
- O nejlepším státě, Praha 1949, 1952
- O pokroku a dobročinnosti, Praha 1951
- Paradoxy nekonečna, Praha 1963
- Untersuchungen zur Grundlegung der Ästhetik, Frankfurt am Main, 1971
- Vědosloví (výbor), Praha 1981
- Vlastní životopis, Praha 1981
- Výbor z filosofických spisů, Praha 1981
- O pojmu krásna. Filosofické pojednání, Estetika 31, 1994, s. 113-132
- O dělení krásných umění, Estetika 40, 2004, s. 169-218

Mnoho jeho prací zůstalo v rukopisech.
Katolická církev zařadila dvě publikace Bernarda Bolzana na Index zakázaných knih. V roce 1813 vydal Bolzano výbor ze svých exhort pod názvem „Erbauungsreden für Akademiker“; tato kniha byla zařazena na Index dekretem ze dne 4. března 1828. V roce 1834 vyšel anonymně soubor Bolzanových přednášek „Lehrbuch der Religionswissenschaft, ein Abdruck der Vorlesungshefte eines ehemaligen Religionslehrers an einer katholischen Universität I–IV“; také tento spis církev zařadila na Index zakázaných knih, a to dekretem ze dne 23. září 1839.

## Zajímavosti
- Životní heslo: „Být šťastný a jiné dělat šťastnými“.  Vepsáno na grafickém portrétu z roku 1846 (portrét v úvodu je reprodukován ostřižený - bez hesla)
- Jméno Bernarda Bolzana bylo umístěno na štítek pod okny Národního muzea v Praze spolu s 71 dalšími, viz Dvaasedmdesát jmen české historie.
- První životopisnou studii o Bolzanovi napsala vnučka Františka Palackého Marie Riegrová, provdaná Červinková.
- Po Bernardu Bolzanovi je pojmenována Společnost Bernarda Bolzana, která se zasazuje o česko-německé porozumění.

## Posmrtné připomínky

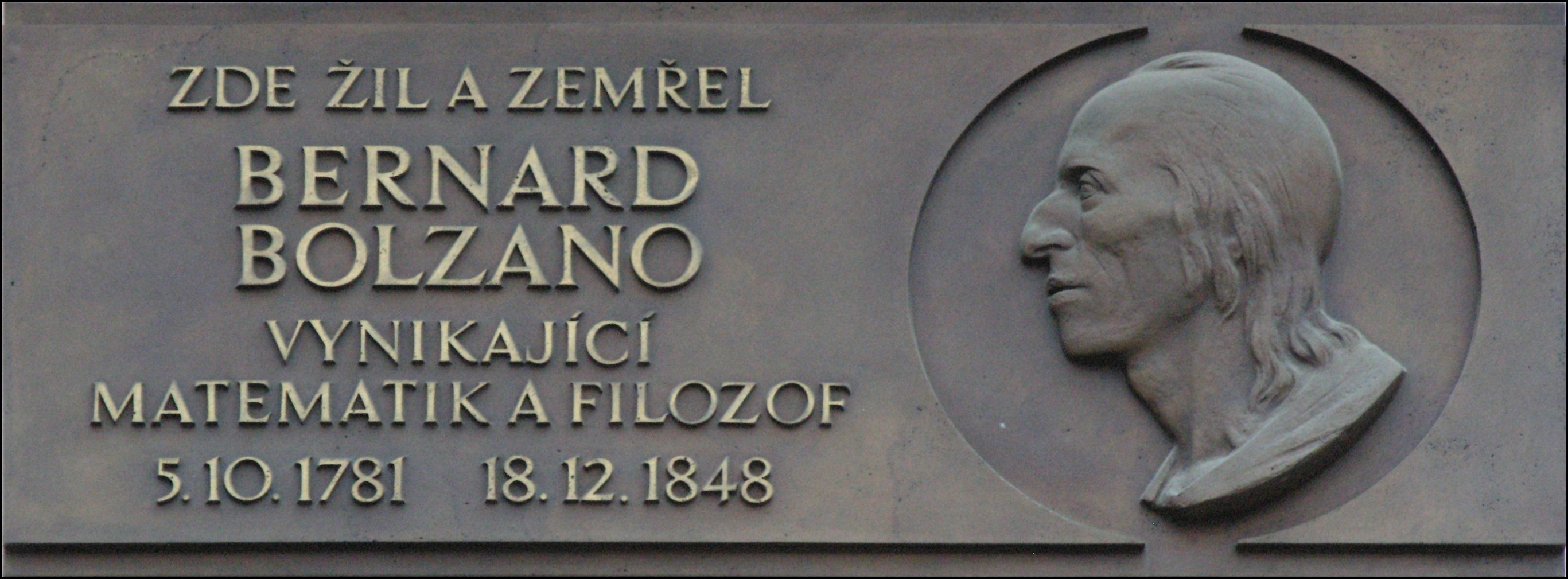
Pamětní deska na domě v Celetné ulici, autor Jiří Kryštůfek

- Bolzanova ulice je v Praze, Plzni, Brně, Jičíně, Znojmě a Chýni
- Jméno Bernarda Bolzana je mezi jmény významných osobností české historie, která jsou napsána na budově Národního muzea v Praze
- Matematicko-fyzikální fakulta Univerzity Karlovy provozuje Nadaci Bernarda Bolzana.
- V rámci televizního cyklu Dvaasedmdesát jmen české historie (2009) byl Bernardu Bolzanovi věnován samostatný díl[12]
- Pamětní desky Bernarda Bolzana jsou umístěny v pražské Celetné ulici[13] a na zámku v Těchobuzi[14]